# ぐんま酪農業協同組合
ぐんま酪農業協同組合（ぐんまらくのうぎょうきょうどうくみあい）は、群馬県前橋市に本店を置く酪農の農業協同組合（専門農協）である。

## 沿革
- 2019年6月 - 群馬県牛乳販売農業協同組合連合会の通常総会にて群馬県内の酪農組織再編を決議した[1]。
- 2023年4月 - 赤城酪農業協同組合を設立。
- 2024年12月 - 赤城酪農業協同組合連合会を吸収合併した。
- 2025年1月 - ぐんま酪農業協同組合に名称変更した。
- 2025年3月 -　榛名酪農業協同組合連合会 、東毛酪農業協同組合、明友酪農業協同組合（3月末解散）に所属していた酪農家を正組合員とした[2]。
- 2025年4月1日 - 群馬中央酪農業協同組合、あがつま農業協同組合の2組合を准組合員とした[2]。